# Agencia de desarrollo local
Una agencia de desarrollo local es un servicio funcional ofrecido en España por las organizaciones y entes locales, dedicadas fundamentalmente a las tareas de intermediación y de promoción y apoyo al desarrollo económico, a través de acciones de diagnóstico, animación empresarial, formulación de proyectos de inversión, difusión tecnológica, comercialización, financiación y desarrollo de recursos humanos, así como a la canalización y gestión de la información sobre actividades productivas, nuevas tecnologías y sociedad de la información, mercados emergentes, oportunidades de comercialización y nuevos yacimientos de empleo.
- Datos: Q5659786